# Лагерта

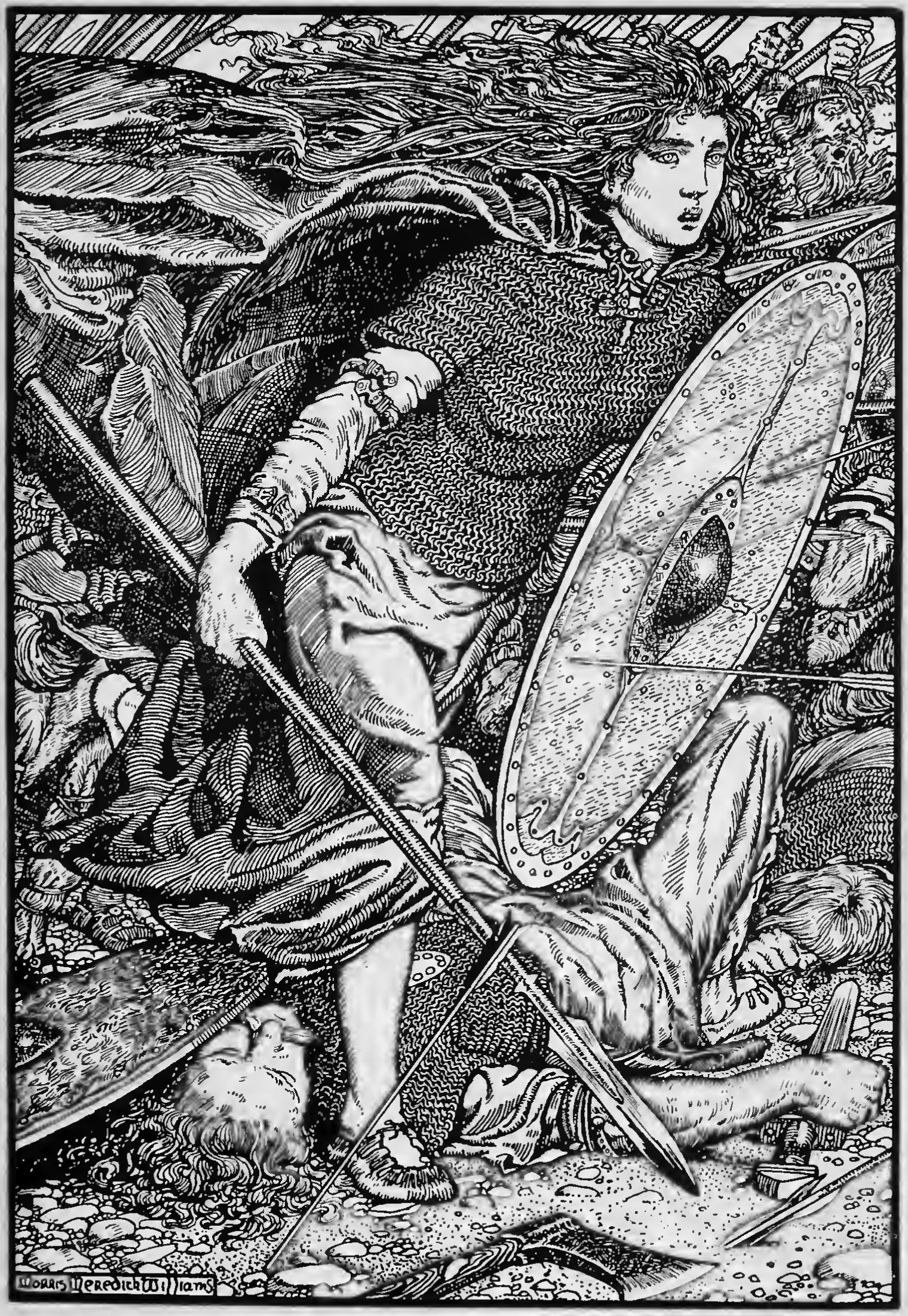
Лагерта. Літографія, Морріс Мередіт Вільямс, 1913.

Лагерта (Ladgerda, Ladgertha або Lagertha) — північна войовниця і піратка, володарка земель у Норвегії та перша дружина данського героя — вікінга Рагнара Лодброка, який, імовірно, жив у IX столітті. Хоча прямих доказів їхнього існування немає.
Відома за хроніками Саксона Граматика XII століття. Деякі автори пов'язують її з богинею Торгерд (Þorgerðr Hölgabrúðr) або Валькірією.

## Ім'я
За оцінками Нори Кершоу Чедвік ім'я Лагерта (Lathgertha), використане Саксоном, є латинізованою версією давньоскандинавського імені Hlaðgerðr (Hladgerd). Воно може складатися з таких елементів як: hlaða «ткати», hlað «мереживо, головний убір», та garðr «захист».

## Життя Лагерти, описане Саксоном
Дев'ята книга «Діяння данів» (9.4.1 — 9.4.11) Саксона Граматика — єдиний середньовічний текст, де згадується Лагерта. Саксон описує Лагерту як досвідчену войовницю і першу дружину данського короля Рагнара Лодброка, з яким вона мала трьох дітей. Незважаючи на тендітність зображеної на картині Лагерти, вона була майстерною воїтелькою. Мешкали вони в Норвегії.

### Життя з Рагнаром
Рагнар закохався в молоду воїтельку шляхетного походження. Він зізнався, що зобов'язаний їй своєю перемогою. Коли він попросив її руки, вона відрядила до нього посланців, які принесли йому запрошення до її палацу. Кораблем Рагнар поплив до неї, але там на нього чекали дві тварини: ведмідь та собака. Рагнар вбив звірів і врешті-решт Лагерта погодилася на шлюб. Народила двох дочок, чиї імена невідомі, та сина Фрідлева (Fridlew).
Рагнар залишив Лагерту після того, як закохався в Тору, дочку короля герота. Він переміг двох величезних отруйних змій, яких випустив король, і одружився з Торою.

### Другий шлюб та нові битви
Лагерта також одружилася вдруге. Цей шлюб, щоправда, не виявився щасливим. Коли у її колишнього чоловіка Рагнара виникли сутички щодо його земель з королем Гаральдом, він попросив Лагерту надати йому підтримку. Лагерта допомогла Рагнару досягти перемоги, а Гаральд врятувався втечею. Після повернення Лагерта вбила свого другого чоловіка. З цього часу вона почала сама правити на своїй землі.
Цим закінчується інформація про життя Лагерти, яку нам залишив Саксон. Про її подальше життя та смерть більше нічого не відомо.

## Образ у мистецтві
- Лагерта є прообразом шекспірівської Гертруди у Гамлеті.
- Лагерта, яку грає Кетрін Винник, є головною героїнею серіалу 2013 року «Вікінги», де вона зображується як войовниця та перша дружина Рагнара Лодброка[1].